# リチャード・バーセルメス
リチャード・バーセルメス（Richard Barthelmess, 1895年5月9日 - 1963年8月17日）は、アメリカ合衆国の俳優。主にサイレント期に活躍したスター。映画芸術科学アカデミーを創立した36人の会員の1人であり、第1回アカデミー賞で主演男優賞にノミネートされた。

## 略歴
1895年にニューヨーク市に生まれるが、すぐに父を亡くす。母キャロリン・ハリスが舞台女優だったことから、自身も幼いときから劇場で働き、通行人役などで舞台に立つようになる。その後、アマチュア劇団などの舞台にも立つ。
母の友人でロシア出身の女優アラ・ナジモヴァに勧められ、1916年に連続活劇『Gloria's Romance』にエキストラとして出演。更に、同年の映画『War Brides』でナジモヴァの相手役を演じた。これが巨匠D・W・グリフィスの目に留まり、『散り行く花』（1919年）と『東への道』（1920年）の2作で当時の大スター、リリアン・ギッシュの相手役を務める。
『熱血拳闘手』（1927年）と『獄中日記』（1928年）の2作で第1回アカデミー賞の主演男優賞にノミネートされる（受賞はならず）。
トーキーの時代に入ると、数年のうちは多くの映画に主演したものの、演技がトーキーに合わなかったために、1930年代中頃には半ば引退状態になる。1939年に脇役として復帰した『コンドル』で印象的な演技を見せたものの、その後は数本の映画に出演するのみとなる。
1942年にアメリカ海軍予備兵として入隊し、海軍少佐として第二次世界大戦に従軍する。しかし、戦争が終わった後も俳優に復帰することはなく、ロングアイランドに隠居して不動産投資で生計を立てるようになる。
1963年に癌で死去。

## 主な出演作品

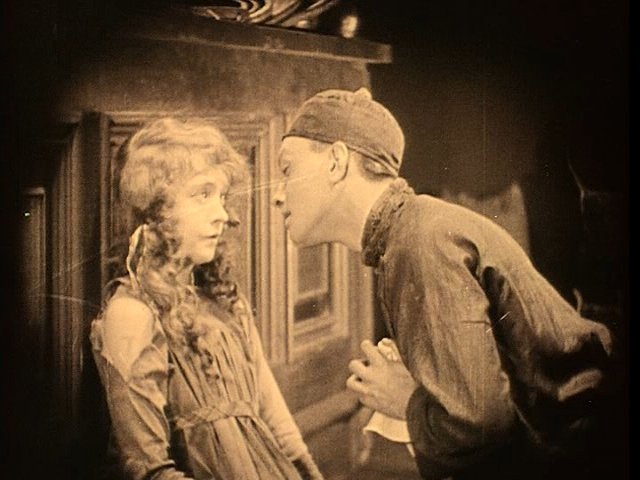
『散り行く花』（1919年）
左はリリアン・ギッシュ

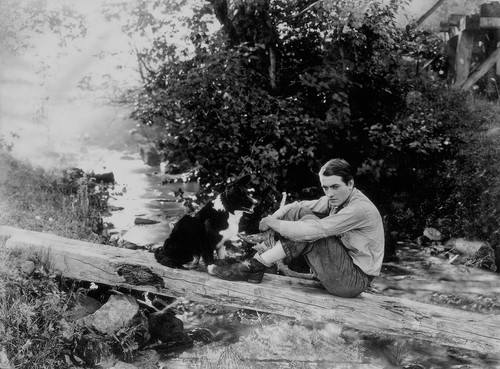
『乗合馬車』（1921年）

- 散り行く花 Broken Blossoms (1919)
- 東への道 Way Down East (1920)
- 乗合馬車 Tol'able David (1921)
- 熱血拳闘手 The Patent Leather Kid (1927)
- 獄中日記 The Noose (1928)
- 暁の偵察 The Dawn Patrol (1930)
- 暁の耕地 The Cabin in the Cotton (1932)
- つばさの天使 Central Airport (1933)
- コンドル Only Angels Have Wings (1939)
- スポイラース The Spoilers (1942)